# برون مرزی
برون مرزی یا خارج از قلمرو (به انگلیسی: Exterritorial) یک فیلم اکشن معمایی و دلهره‌آور محصول سال ۲۰۲۵ سینمای آلمان به کارگردانی و نویسندگی کریستین زوبرت با بازی جین گورسود، دوگری اسکات و لرا آبووا است. این فیلم در ۳۰ آوریل ۲۰۲۵ در نتفلیکس منتشر شد.
این فیلم عمدتاً نقدهای مثبتی دریافت کرد. جیک دی در موی وب نوشت: «خارج از قلمرو، داستانی رستگاری محور با محوریت شخصیت در قالب یک اکشن به سبک جان سخت است. با این حال، برای سارا، این فیلم کمتر در مورد انتقام گرفتن از دشمنان خارجی و بیشتر در مورد نابودی شیاطین درونی‌اش است... با ارزش سرگرمی غیرقابل انکارش، به راحتی می‌توان فهمید که چرا این فیلم اینقدر محبوب است.»

## خلاصه داستان
داستان درباره یک سرباز سابق نیروهای ویژه مبتلا به اختلال اضطراب پس از سانحه (گورسو) است که پس از ناپدید شدن مرموز پسر خردسالش در کنسولگری ایالات متحده در آلمان، مصمم است او را پیدا کند.

## ساخت
فیلمبرداری در وین انجام شد و در اواخر سال ۲۰۲۳ به پایان رسید.

## بازخوردها
طبق گزارش فلیکس پاترول، این فیلم در تاریخ ۲ مه ۲۰۲۵ به رتبه اول جدول نتفلیکس در ۷۹ کشور رسید. پس از شش هفته، این فیلم با بیش از ۸۳ میلیون بازدید، در رتبه پنجم ده فیلم برتر نتفلیکس قرار گرفت. این فیلم موفق‌ترین فیلم آلمانی تاریخ نتفلیکس است.